# Caher
Caher (irl. Cathair lub Cathair na Féinne, oznacza: „kamienny fort Fianny”) – szczyt w Irlandii w paśmie Macgillycuddy’s Reeks na obszarze hrabstwa Kerry. Jest trzecim szczytem kraju, o wysokości 1000 m n.p.m. (według innych źródeł 1001 m n.p.m.).
Scottish Mountaineering Club klasyfikuje Caher jako furth – szczyt o wysokości powyżej 3000 stóp, który znajduje się na Wyspach Brytyjskich poza granicami Szkocji.